# Лагозанто
Лагосанто, Лаґосанто (італ. Lagosanto) — муніципалітет в Італії, у регіоні Емілія-Романья, провінція Феррара.
Лагосанто розташоване на відстані близько 330 км на північ від Рима, 70 км на північний схід від Болоньї, 45 км на схід від Феррари.
Населення — 4956 осіб (2014).

## Демографія
Населення за роками:

Станом на 1 січня 2023 року в муніципалітеті офіційно проживали 224 іноземці з 30 країн, серед них 81 громадянин країн Євросоюзу та 17 громадян України.

## Сусідні муніципалітети
- Кодігоро
- Комаккьо
- Остеллато
- Фіскалья